# Joey Mills
Joey Mills (San Luis, Misuri; 20 de mayo de 1998) es un actor pornográfico estadounidense, conocido por sus películas para Helix Studios.

## Biografía
Nacido en 1998 en San Luis (Misuri), se desempeñó a su corta edad como repartidor de pizza, a pesar de no gustarle la pizza, posteriormente, luego de cumplir los 18 años, entró al mundo de la producción pornográfica gay, donde destaca por su apariencia adolescente. Trabajo de manera exclusiva para Helix Studios (productora especializada en pornografía gay juvenil). Según Str8UpGayPorn, ocupó el puesto 32 en la lista de los actores porno gay más buscados en línea en 2017  y el 23 en la lista en 2018.
Hasta 2019 protagonizó más de una docena de producciones de la etiqueta. En el verano de 2019, firmó un contrato exclusivo con Men.com.
Fue el coautor del libro "Electric Soul", publicado por Helix Studios en 2019.

## Carrera profesional
Joey ha formado parte de proyectos destacados, como la película Lifeguards: Summer Session, ganadora Best Picture, Best Group Scene y Best Director de los Str8UpGayPorn Awards 2017.[cita requerida]